# هيتوشي تامورا
هيتوشي تامورا (باليابانية: 多村仁志؛ بالكانا: たむら ひとし) هو لاعب كرة قاعدة ياباني، ولد في 28 مارس 1977 في أتسوغي في اليابان.

## وصلات خارجية
- هيتوشي تامورا على موقع الدوري الياباني لكرة القاعدة (الإنجليزية)
- هيتوشي تامورا على موقعبيزبول رفرنس.كوم (الدوري الثانوي) (الإنجليزية)